# 산치 (인도)

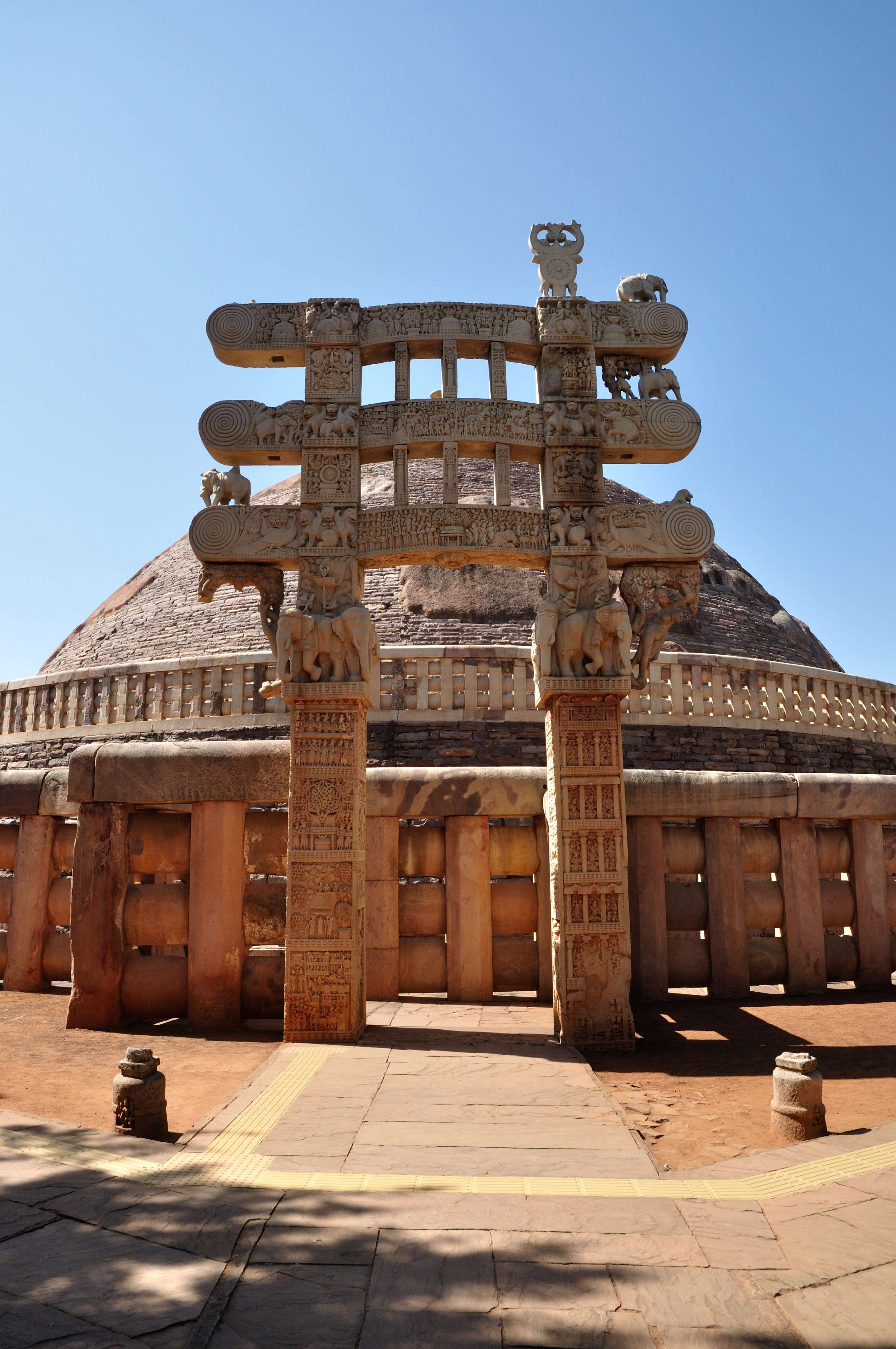

산치(Sanchi)는 인도 마디아프라데시주의 산치 타운의 꼭대기에 위치한 불교 단지이다. 마디아프라데시주의 주도 보팔에서 북동쪽으로 46킬로미터 떨어진 Raisen 마을에서 약 23킬로미터 떨어진 곳에 위치해 있다.
산치의 대스투파는 인도에서 가장 오래된 돌 구조물 중 하나이며 인도 건축의 중요한 기념물이다.

## 교통
주변에 보팔 공항이 있다. 열차는 보팔과 라니 캄플라파티(Rani Kamlapati)에서 산치 철도역으로 이어진다. 버스는 보팔에서 비디샤로 이어진다.